# Terramare-Kultur

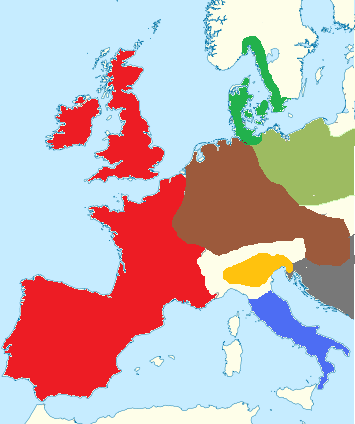
Verbreitung; gelb = Terramare-Kultur

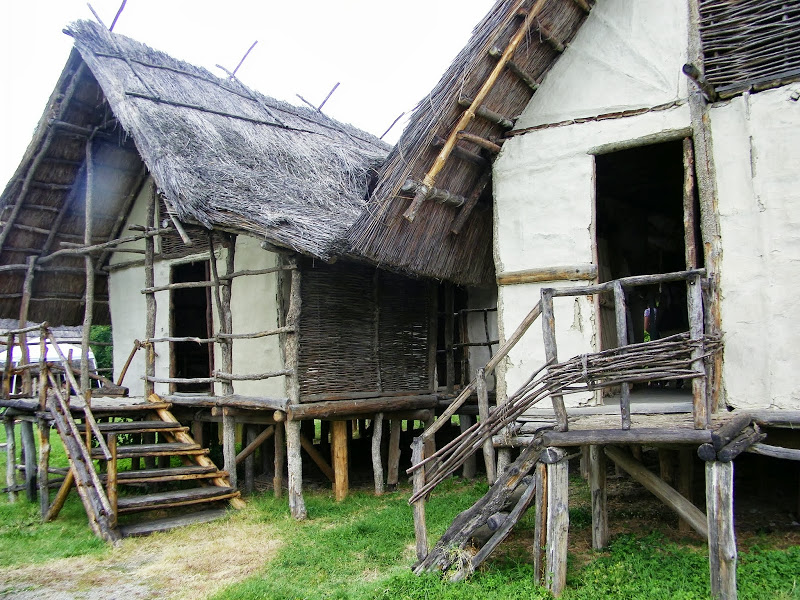
Rekonstruierte Häuser der Terramare-Kultur Montale Rangone (Modena)

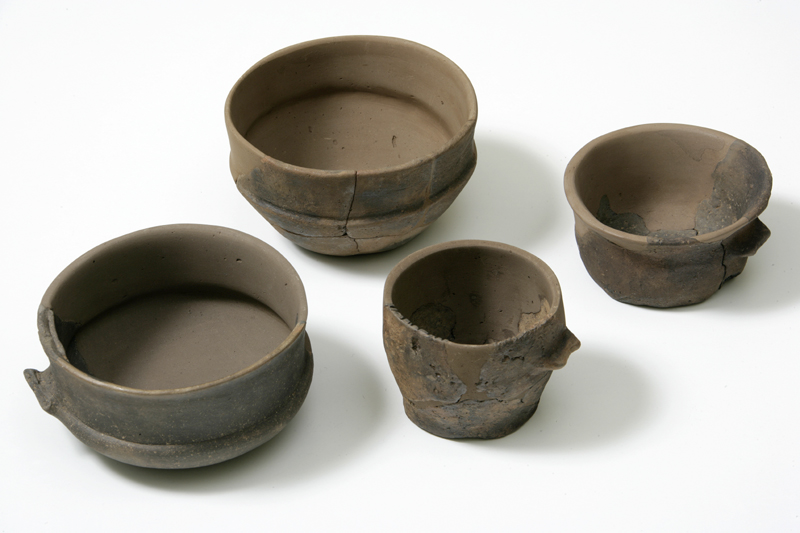
Keramik der Terramare-Kultur

Die Terramare-Kultur war eine etwa zwischen 1750 und 1150 v. Chr., also während der mittleren Bronzezeit, in Oberitalien verbreitete Kultur. Sie erstreckte sich über die Poebene, insbesondere südlich des Flusses (in der Emilia-Romagna),  sowie im Gebiet um Verona in Venetien und im Friaul, aber auch in der Lombardei, dort hauptsächlich am Gardasee.
Die Bezeichnung Terramare deutet bereits auf die Zugehörigkeit zur Gruppe der Feuchtboden- bzw. Pfahlbausiedlungen. Diese Siedlungsformen sind rund um die Alpen bereits ab etwa 4250 v. Chr. belegt. Beinahe zeitgleich in der Vasi-a-bocca-quadrata-Kultur in Norditalien und in der Aichbühler- und Schussenrieder Gruppe in Deutschland. Um 3500 v. Chr. war diese Siedlungsweise bereits zwischen der Franche-Comté (Ostfrankreich) und Slowenien über einige alpine Kulturen in Deutschland, der Schweiz und Österreich verbreitet. In Nordwestitalien war die Lagozza-Kultur, eine Gruppe der Chassey-Lagozza-Cortaillod-Kultur, ihr frühester Träger. Nach einer etwa 1500 Jahre währenden Lücke im italienischen Fundaufkommen (Hiatus) wurde die Bauform, die z. B. im Schweizer Kanton Zug nur während der Glockenbecherphase völlig zum Erliegen kam, wieder aufgenommen. Jetzt waren die Polada- und die Terramare-Kultur der italienischen Mittelbronzezeit (Bronze medio) ihre Träger. Diese letzte Phase, wenn man sie überhaupt mit der Frühphase in Verbindung bringen kann, verebbte nach etwa 500 Jahren. In der Eisenzeit war das Phänomen im zirkumalpinen Raum endgültig verschwunden.

## Namensgebung
In der zweiten Hälfte des 19. Jahrhunderts wurde auf den ansonsten tonreichen Äckern der Poebene archäologisch fundreiche Erde, die größere Anteile Mergel enthielt, als Dünger verwendet. Ihr Name terra-marne (Mergel) wurde später zu Terramare verschliffen. Heute sind, als Folge dieses Vorgehens, die meisten der alten Siedlungsplätze zerstört.

## Forschung
Die wissenschaftliche Erforschung der Terramaren erfolgte zweiperiodig. Sie begann bereits in der Geburtsstunde der prähistorischen Archäologie Italiens im Kontext mit den Analysen der zirkumalpinen Pfahlbauten, wurde dann jedoch für beinahe ein Jahrhundert unterbrochen.
Zwischen 1860 und 1880 sammelten Luigi Pigorini (1842–1925), Gaetano Chierici (1819–1886) und Pellegrino Strobel (1821–1895) stratigraphische Informationen in den Terramaren.
Ab den 1985er Jahren richtete sich das Interesse der Forschung auf die Terramaren, um ihre Gesellschaftsstruktur zu erkunden. Die ältere Bronzezeit, zwischen dem Ende des 30. und dem 17. Jahrhundert v. Chr., hinterließ in der Emilia-Romagna wenig Spuren, in diesem Zeitraum war die Gegend vermutlich dünn besiedelt. Im 16. und 15. Jahrhundert v. Chr. wurden etwa 60 Terramaren errichtet, was mit starken Bevölkerungswachstum einherging. In der Frühphase war die Größe der Siedlungen mit 1 bis 1,5 ha recht einheitlich. Ab dem 14. Jahrhundert tritt eine größere Fluktuation ein, Siedlungen werden aufgegeben oder vergrößert, einzelne Siedlungen werden bis zu 20 ha groß. Nur etwa jede zehnte Siedlung war über vier bis fünf Jahrhunderte kontinuierlich besiedelt.

## Landwirtschaft
Pollenanalysen in Monte Leoni (Parma), Tabina (Modena) und Poviglio zeigen, dass die Umgebung der Siedlungen Weizen, Gerste und Hafer und einige Gemüsearten, insbesondere die Saubohne angebaut wurden. Genutzt wurden auch Apfel, Birne, Brombeeren, Kornelkirsche und Feige, möglicherweise auch Wein. Gesammelt wurden Beeren, Eicheln und Haselnüsse. Die in der ansonsten für die Landwirtschaft gerodeten Siedlungsumgebung stehen gebliebenen Waldinseln bestehen aus Erlen, Ahorn, Hasel, Holunder und vereinzelt Eiche.
Von Bedeutung war primär die Haltung von Rindern, Schafen und Schweinen. Sie wurden sowohl für Sekundärprodukte (Knochengerät, Fell etc.), die Rinder auch als Arbeitstiere genutzt. Die Jagd spielte eine geringe Rolle. Pferde wurden in geringer Zahl nachgewiesen, es fanden sich aber Votivfiguren aus Ton. Sie sind ein Hinweis auf die soziale Bedeutung des Pferdes.

## Poviglio
Die Terramare San Rosa di Poviglio wurde großflächig ausgegraben. Sie wird in Anbetracht der ansonsten mageren Datenlage als beispielhaft für die Terramare angesehen. Die Siedlung wurde mehrfach gegründet: Anfangs war die weniger als einen Hektar große Fläche mit einem Graben und einer Palisade umgeben. Später wurde Letztere durch einen Wall ersetzt. Im Verlauf des 14. Jahrhunderts wurde das Dorf südlich des Walls um das Fünffache erweitert. Diese nun 5 ha große Anlage war mit einem neuen Wall und einem kleinen Graben umgeben.
Innen bestand die Bebauung aus Silogruben für Getreide, Zisternen und aus Pfostenreihen, deren Orientierung in einigen Siedlungen, so auch in Poviglio, konstant blieb. Die Pflaster aus gestampfter und im Feuer gebrannter Erde scheinen in Muraiola di Povegliano Veneto zu ebenerdigen Strukturen, in Poviglio dagegen zu erhöht auf einer hölzernen Plattform errichteten Strukturen zu gehören. Ähnliche Muster wurden in der Levante gefunden und anlässlich der Ausgrabung von Bab edh-Dhra, am Toten Meer einer Darre zugeordnet. In Poviglio fand man in Verbindung mit den Pfostenreihen von Keramik und Lehmresten umgebene konische Aschehaufen. Da Mollusken-Untersuchungen und bodenkundliche Analysen belegen, dass an diesem Ort kein Wasser stand, dürfte es sich um eine Aufpfählung auf trockenem Land gehandelt haben.

## Kulturgut
Neben den Kochgefäßen, die sich in den Formen wiederholen, wurden große bikonische Vorratsgefäße, Feinkeramik, Ess- und Trinkgeschirr gefunden. Keramik ist durch Material- und Formenreichtum gekennzeichnet und deutet auf hohes technisches Niveau hin. Die Verzierung der Henkel mit rinderhornförmigen Fortsätzen, die symbolisches Format besaßen, trat innerhalb des Gebietes der Terramaren regional begrenzt auf und veränderte sich mit der Zeit.
Es wurden viele Bronzegegenstände gefunden, in Italien sind nur die Funde im Gebiet um den Gardasee reichhaltiger. Das Formenspektrum der südlichen Terramarebronzen ähnelt diesen. Durch zahlreiche Gegenstände und Abfälle ist Knochen- und Geweihbearbeitung belegt, vor allem die von Hirschgeweih. Ihre Standardisierung in Form, Größe und Verzierung besonders am Ende der mittleren Bronzezeit deutet auf Produktion in spezialisierten Werkstätten hin.
Eingeführt wurden Bernsteinperlen aus dem Baltikum und durchbohrte Muscheln, die aus fossilen Lagerstätten oder von der adriatischen oder tyrrhenischen Küste stammen. Außerdem wurden Bronzen, Pfeilspitzen, Rasiermesser und Sichelklingen aus Silex gefunden (Ende der späten Bronzezeit). Sie stammen wahrscheinlich aus der Gegend um Verona.
Ein Beispiel, das vielleicht für Handel, auf jeden Fall aber für kulturinternen Tausch spricht, ist die Existenz von Mahlsteinen aus apenninischem Sandstein, mitunter auch aus Tuff oder Granit, der aus der Gegend nördlich des Gardasees stammt. Diese Güter wurden vermutlich in Einbäumen auf dem Wasserweg transportiert, aber auch ein Transport mit Wagen wäre denkbar.

## Kult und Gräber
In Poviglio konnte ein für die Niederlegung von Weihegaben bestimmter Bereich lokalisiert werden. Auf wenigen Quadratmetern lagen dort 20 Hengstfigürchen, die ein ausgeprägtes Geschlechtsteil aufwiesen, so dass die Darstellung mit Fruchtbarkeitsriten in Zusammenhang stehen dürfte. Votivobjekte zählen allerdings zu den raren Zeugnissen dieser Kultur. Es handelt sich um recht rohe Tierfiguren ohne künstlerischen Wert, Brotlaibidole oder Miniaturgefäße, die als Beleg für eine an das Haus gebundene Herstellung bzw. Kultausübung interpretiert werden.
Unterschiede im Totenbrauchtum der Terramaren-Leute werden in der Lombardei und der Emilia-Romagna fassbar. In beiden Gegenden wurde Kremation praktiziert. In der Emilia wurden die Urnen ohne Beigaben und sonstige Auszeichnung mit Tonschüsseln bedeckt auf Friedhöfen etwa 100 Meter außerhalb der Siedlungen beigesetzt, teilweise in Reihen übereinander. Dies wird als Hinweis gesehen, dass kein Interesse daran bestand, an die soziale Stellung oder Identität des Verstorbenen zu erinnern. In der Lombardei wurden hingegen auch Körperbestattungen mit Grabbeigaben gefunden, wie etwa Schwerter in zehn gruppierten Gräbern in der Nekropole von Olmo di Nogara, auf dem Boden der Gemeinde Nogara, südlich von Verona.
Die Kremation wird als Zeichen der Indogermanisierung der Halbinsel angesehen.

## Ende der Terramaren
Mitte des 12. Jahrhunderts v. Chr. wurden, offenbar überraschend, alle Terramaren aufgegeben. In der Emilia-Romagna lebte in mehr als 60 Siedlungen eine Bevölkerung, die auf ca. 35.000 Personen geschätzt wird. Einige Jahrhunderte lang, bis zur erneuten Kolonisierung durch die Etrusker im 6. Jahrhundert, war die mittlere Poebene dann anscheinend entvölkert, denn es gibt keine Funde aus dieser Zeit.
Die früher vertretene Hypothese einer Klimakatastrophe konnte durch Untersuchungen in Poviglio widerlegt werden. Pollenanalysen zeigen, dass die Sedimentation zwischen der Bronze- und der römischen Zeit kontinuierlich verlief. Ein Grund für die Aufgabe kann die Auslaugung der intensiv genutzten Ackerflächen gewesen sein. Eine andere Möglichkeit ist eine äußere Bedrohung. Auf diese weisen die gegen Ende der Besiedlung errichteten Anlagen hin, die als Verteidigungsanlagen interpretiert werden. Gegen wen diese errichtet wurden, ist aber völlig unbekannt. Die Kultur zerfiel während der Periode, als sich die Protovillanova-Kultur herausbildete.

## Museen
Es existieren Freilichtmuseen und Museen in:
- Parco archeologico e Museo all’apperto della Terramare di Montale (bei Modena)
- Museo della Terramara S. Rosa Poviglio